# Адиабатен процес
Адиабатен процес е термодинамичен процес, при който няма поток на топлинна енергия отвъд границите на термодинамичната система
{\displaystyle \sum {\dot {Q}}=0}.
За идеален газ важи
{\displaystyle pV^{\kappa }=const.},
където {\displaystyle p} и {\displaystyle V} са съответно налягането и обемът на газа, а {\displaystyle \kappa } е неговият коефициент на Поасон. Адиабатният процес е безкрайно бърз политропен процес при {\displaystyle n=\kappa }. Това взаимоотношение позволява налягането да бъде изразено, като функция на обема или обратното. Формулата е от особено значение при изчисляване на работата, извършена в една затворена, стационарна, адиабатна система.
{\displaystyle W=-\int {p}dV}
{\displaystyle pV^{\kappa }=p_{1}V_{1}^{\kappa }}
{\displaystyle \Rightarrow p=p_{1}V_{1}^{\kappa }V^{-\kappa }}
Заместено в интеграла и решено:
{\displaystyle W={\frac {p_{1}V_{1}}{\kappa -1}}.\left[\left({\frac {V1}{V2}}\right)^{\kappa -1}-1\right]}
или
{\displaystyle W={\frac {mRT_{1}}{\kappa -1}}.\left[\left({\frac {V1}{V2}}\right)^{\kappa -1}-1\right]}
Една система се нарича адиабатна, когато е идеално топлинно-изолирана.

## Коефициент на Поасон
Коефициентът на Поасон ({\displaystyle \kappa }) на един газ е отношението на моларния топлинен капацитет при постоянно налягане {\displaystyle C_{p}} и моларния топлинен капацитет при постоянен обем {\displaystyle C_{V}}:
{\displaystyle \kappa ={\frac {C_{p}}{C_{V}}}={\frac {C_{p}}{C_{p}-R}}={\frac {i+2}{i}}},
където {\displaystyle i} е броят на степените на свобода на молекулите на газа ({\displaystyle i=3,5,6} съответно за едноатомен, двуатомен и триатомен газ). Коефициентът на Поасон е безразмерна величина.